# Jeugdrecht (België)
Jeugdrecht, in België, is het geheel van rechtsregels en rechtspraak ten aanzien van minderjarigen en hun ouders met een tweeledige bedoeling :
- Bescherming van de minderjarige t.o.v. de maatschappij, meer specifiek zijn positie in het gezin en de samenleving. Deze bescherming kan aanleiding geven tot inmenging in het gezinsleven.
- Bescherming van de maatschappij tegen jeugddelinquentie en algemeen normafwijkend of deviant gedrag van jongeren.

Het jeugdrecht is het geheel der regels die zowel voorzien in de sancties ten aanzien van jongeren met deviant gedrag als m.b.t. de burgerlijke rechten van de jongeren en de regels voor jongeren in gevaarlijke situaties.

## Bevoegdheidsverdeling
In België valt de persoonsgebonden materie onder de bevoegdheid van de (Franse, Duitstalige of) Vlaamse Gemeenschap. In Vlaanderen worden deze aspecten van de sociale en gerechtelijke jeugdbijstand geregeld door de Bijzondere jeugdbijstand. In de Franse Gemeenschap regelt het Décret relatif à l'aide à la jeunesse sinds 1991 deze materie.
De Federale (Belgische) overheid regelt het optreden tegen jeugddelinquentie en zorgt voor de procedureregels voor de Jeugdrechtbank.

## Historisch overzicht

### Situatie voor de wet van 15 mei 1912
Voor de eerste wet op de kinderbescherming werden maatregelen ten aanzien van de ouders en ten aanzien van delinquente jongeren genomen door de strafrechter. In principe had hij niet veel wettelijke middelen, maar sedert een uitspraak van het Hof van beroep van Gent 10 augustus 1870 ging de strafrechter ervan uit dat de ouderlijke macht in geval van wangedrag van de ouders of wanneer het belang van de kinderen dit vereiste, kon beperkt worden.
In de strafwet was wel al een ontwikkeling aan de gang van een repressief beleid naar een heropvoedend beleid. De rechter moest afwegen of de minderjarige had gehandeld mét of zonder onderscheidingsvermogen. Was de jongere schuldbekwaam, beschikte hij over het oordeel des onderscheids (zonder leeftijdsgrens en autonoom door de rechter geapprecieerd), dan werd hij gestraft, maar minder zwaar dan een volwassene voor gelijkaardige feiten. Was de jongere niet schuldbekwaam, dan ging hij vrijuit. De familie zou via de pater familias haar opvoedingsplicht naar behoren moeten vervullen en de nodige tuchtiging voorzien om de jongere weer op het rechte pad te krijgen. Bleef de familie in gebreke en kwam de maatschappelijke orde in gevaar, dan kon het kind ter beschikking gesteld worden van de regering tot aan zijn 25e levensjaar (en bijvoorbeeld worden in een Rijksweldadigheidsgesticht).
Met de wet op de landloperij en de bedelarij van 27 november 1891 evolueert men verder naar een aparte aanpak van de jonge misdadiger. De politiestraffen werden afgeschaft voor minder dan 16-jarigen. Met deze wet kon de strafrechter de minderjarige wel berispen, onder administratief toezicht plaatsen of bijvoorbeeld op leercontract of in een liefdadigheidsinstelling. Toezicht op geplaatste jongeren of op jongeren die werden ontslagen uit het Rijksweldadigheidsgesticht werd vaak uitgeoefend door de semi-officiële beschermingscomités.

### De wet van 15 mei 1912 betreffende de kinderbescherming
De plattelandsvlucht naar steden leidde tot verpaupering en de verstoring van klassieke familiale gewoonten. Werkende kinderen raakten achterop, fysiek en moreel. Niet-werkende kinderen hingen rond, stalen of deden straatschenderij. De vrees voor jeugd - en algemene criminaliteit door de bezittende klasse tegelijk met druk door socialisme en nood aan de kanalisatie van verzet kwam in 1912 de wet op de kinderbescherming en in 1914 het verbod op de kinderarbeid alsook de leerplicht en controle op arbeiderskinderen.
Elke jongere onder 16 is strafrechtelijk onbekwaam en kan niet meer gestraft worden. De jongere verschijnt voor een kinderrechter die hem een maatregel kan opleggen bij delinquent, bij prédelinquent en bij wangedrag. Berisping of plaatsing bij ernst of herhaling zijn mogelijk. Deze maatregelen zijn voor onbepaalde duur en geïndividualiseerd. Ook de ouders kunnen een maatregel krijgen : de ontzetting van het ouderlijk gezag, ten aanzien de kinderen, eens en voor altijd.

### De wet van 8 april 1965 betreffende de jeugdbescherming
Met de opkomst van het maatschappelijk werk evolueert het justitieel optreden tegenover jongeren van een individueel-repressief naar een sociaal-preventief optreden. Het doel wordt delinquent gedrag en gerechtelijke tussenkomst minimaliseren of vermijden. De sociale bescherming vult de gerechtelijke bescherming aan, met de oprichting van een jeugdbeschermingscomité. De rol van de jeugdrechtbank wordt tevens uitgebreid. De jeugdrechter kreeg nieuwe bevoegdheden, die zowel burgerrechtelijk als strafrechtelijk van aard waren. De jeugdrechter kreeg door deze nieuwe burgerlijke bevoegdheden meer de rol van opvoeder.

### Jeugdbescherming wordt Jeugdbijstand (1985)
Met het decreet op de Bijzondere jeugdbijstand (27 juni 1985) wordt het Comité voor Bijzondere Jeugdzorg (CBJ) gescheiden van de gerechtelijke bescherming. Bemiddelingscommissies worden opgericht. De rechtspositie van de minderjarige verandert : hij wordt bijgestaan in plaats van beschermd. De jeugdbescherming blijft evenwel zowel sociale als gerechtelijke bescherming (arrest van het Arbitragehof).

### Herstelgericht jeugdsanctierecht (2006)
Met de wetten van 15 mei en 13 juni 2006 wordt de jeugdbescherming hervormd. De wet op de jeugdbescherming heet voortaan : wet betreffende de jeugdbescherming, het ten laste nemen van minderjarigen die een als misdrijf omschreven feit hebben gepleegd en het herstel van de door dit feit veroorzaakte schade. Aanleiding tot deze hervormingen zijn onder meer de goedkeuring van het Internationaal Verdrag inzake de Rechten van het Kind (1989) en het arrest Bouamar van 1988, waarin België werd veroordeeld door het Europees Hof voor de Rechten van de Mens voor het opsluiten van minderjarigen in gevangenissen.
Met de hervormingen tracht de Federale overheid verschillende tendenzen te verzoenen : de bezorgdheid over de stijgende jeugdcriminaliteit en de nood om te kunnen bestraffen; het waarborgen van de bescherming en de hulp aan de minderjarige; het responsabiliseren van de jongere en zijn ouders; en ten slotte het herstel aan de samenleving en aan het slachtoffer. De hervormingen bieden een wettelijke basis aan zich ontwikkelende praktijken zoals de gemeenschapsdienst en de herstelbemiddeling, die men hiermee ook wil veralgemenen. De herstelbemiddeling wordt nu mogelijk in elke fase van de procedure. Ten slotte worden de internationaalrechtelijke regels volledig geïntegreerd in de nieuwe wetgeving.

## Actoren in het jeugdrecht

### Comité voor Bijzondere Jeugdzorg en Ondersteuningscentrum Jeugdzorg
Per administratief arrondissement is het Comité voor Bijzondere Jeugdzorg bevoegd om hulpverlening te organiseren voor minderjarigen en hun ouders in problematische opvoedingssituaties. Het Comité wordt bijgestaan door een administratief secretariaat en een sociale dienst voor de concrete hulpverlening. Binnen de sociale jeugdbijstand is deze sociale dienst de draaischijf, waar de consulent met de betrokkenen een oplossing uitwerkt voor de problematische opvoedingssituatie. Het gaat hierbij om hulpverlening op vrijwillige basis waarbij de instemming van alle partijen noodzakelijk is.
Het CBJ bestaat uit het Bureau voor Bijzondere Jeugdbijstand voor het goedkeuren van individuele hulpverleningsprogramma's (bestaande uit de voorzitter en vier leden van het Comité) en een preventiecel om maatregelen van algemene preventie uit te werken. De preventiecel zal initiatieven nemen om toestanden te vermijden die negatief inwerken op de fysieke integriteit, het psychosociaal welzijn en de ontplooiingskansen van minderjarigen, en samenwerken om dergelijke initiatieven te ondersteunen, bevorderen en coördineren.
Dit heet ondertussen het Ondersteuningscentrum Jeugdzorg (OCJ). Zij staan in voor het consult dat ze aanbieden voor verontrustende situaties. Ook staat het OCJ in voor onderzoek en interventie, zo gaan ze na of er een maatschappelijke noodzaak zich afspeelt. Het OCJ heeft daarnaast ook de taak om feedback te geven, en als laatste kan de gemandateerde voorziening OCJ de zaak doorverwijzen naar het parket.

### Vertrouwenscentrum Kindermishandeling[2]
Ook het VK is een gemandateerde voorziening en heeft dezelfde taken als het OCJ. 

### Bemiddelingscommissie voor Bijzondere Jeugdbijstand
De scheiding tussen vrijwillige en gedwongen hulpverlening wordt mogelijk gemaakt door voorrang te geven aan de vrijwillige hulpverlening. Wanneer deze niet mogelijk blijkt (volgens het Comité voor Bijzondere Jeugdzorg, de ouders, de minderjarige, parketmagistratuur of hulpverleners) zal de Bemiddelingscommissie (per arrondissement) bepalen of een gerechtelijke tussenkomst gerechtvaardigd is. Verzoening blijft hier op de eerste plaats.

### Jeugdrechtbank
De jeugdrechter is bevoegd voor als misdrijf omschreven feiten, is bevoegd voor problematische opvoedingssituaties op vordering van het openbaar ministerie (na doorverwijzing van de bemiddelingscommissie of bij hoogdringendheid) en kan maatregelen ten aanzien van de ouders treffen (ontzetting uit de ouderlijke macht & toezicht op de gezinsbijslag of andere sociale voordelen die voortvloeien uit ouderlijk gezag).
De sociale dienst van de Vlaamse Gemeenschap bij de jeugdrechtbank vervult in geval van problematische opvoedingssituaties dezelfde taken als de sociale dienst van het Comité. Daarnaast komt deze sociale dienst ook tussen in situaties van jongeren die een als misdrijf omschreven feit pleegden en in burgerrechterlijke zaken.

### Voorzieningen in de bijzondere jeugdbijstand
Dit zijn de erkende voorzieningen, de gemeenschapsinstellingen voor bijzondere jeugdbijstand en de voorzieningen gelijkgesteld met erkende voorzieningen.

## Procedures

### Bij een als misdrijf omschreven feit (MOF)
Een als misdrijf omschreven feit (MOF) wordt beoordeeld volgens artikel 36, 4° van de wet van 8 april 1965, die specifiek regelt: de taak van het openbaar ministerie bij de jeugdrechtbank, het optreden van de jeugdrechter in de voorlopige rechtspleging en de rechtspleging ten gronde.
- Het Openbaar Ministerie wordt via een Proces Verbaal door de Politie op de hoogte gebracht van een M.O.F. waarbij het O.M. de keuze heeft tussen seponeren, berisping of alternatieve sanctie (sociale vaardigheidstraining), vordering van de jeugdrechter of onmiddellijk voor de jeugdrechter leiden met als doel de bescherming van de maatschappij.
- De eerste fase van de procedure voor de jeugdrechter is de voorlopige rechtspleging (maximumperiode van zes maanden). Na de vordering door het Openbaar Ministerie kan de jeugdrechter navorsingen bevelen (maatschappelijk onderzoek door de sociale dienst van de jeugdrechtbank). Maximaal twee maanden na het afsluiten van de navorsingen zal het O.M. de zaak voor de jeugdrechtbank dagen.
- Tijdens de voorlopige rechtspleging kan de jeugdrechter een aantal maatregelen treffen, telkens in aanwezigheid van de jongere en zijn advocaat, en de mogelijkheid tot beroep bij het Hof van Beroep. De jeugdrechter kan beslissen om de jongere in een van de Gemeenschapsinstellingen te Mol of Ruiselede te plaatsen. Plaatsing in het Federaal Centrum in Everberg kan enkel bij gebrek aan andere mogelijkheden en bij dringende omstandigheden, met eerst een periode van vijf dagen (waarna overleg) en vervolgens maximaal twee maanden.
- De tweede fase van de procedure is de rechtspleging ten gronde. De jongere en zijn ouders (burgerlijk aansprakelijk) worden gedagvaard. Wanneer de feiten bewezen zijn, kan de jeugdrechtbank de voorlopige maatregel opheffen, bestendigen of een andere maatregel opleggen. Iedere andere maatregel kan herzien worden. Tijdens de rechtspleging ten gronde worden de zgn. maatregelen 'sancties' genoemd.
- Voor inbreuken op de verkeerswetgeving is de jongere strafrechtelijk meerderjarig vanaf 16 jaar en wordt hij berecht voor de politierechtbank, dit heet uithandengeving. Is de jongere jonger dan 16 jaar dan wordt hij berecht voor de jeugdrechtbank. Uithandengeving kan ook voor MOF die gelijkstaan met zware diefstal, moord, verkrachting... en terroristische misdrijven indien de jongere de feiten gepleegd hebben op het tijdstip dat ze 16 of 17 jaar zijn.

### Bij een verontrustende situatie (VOS)
Een verontrustende situatie (VOS), de vroegere problematische opvoedingssituatie (POS), is een toestand waarin de fysieke integriteit, de affectieve, morele, intellectuele of sociale ontplooiingskansen van minderjarigen in het gedrang komen, door bijzondere gebeurtenissen, door relationele conflicten of door de omstandigheden waarin de jongeren leven.
- Centraal staat de aandacht voor ernstige moeilijkheden, langdurige conflicten en complexe situaties. Een problematische opvoedingssituatie wordt door de jongeren zelf als nagenoeg zonder perspectief ervaren zodat men er zonder deskundige hulpverlening van buitenaf niet in slaagt het geheel weer van perspectief te voorzien.
- Sinds 1988 is het vroeger Jeugdbeschermingcomité omgevormd tot het Comité voor Bijzondere Jeugdzorg. Dit comité verleent hulp aan jongeren. Deze hulp moet worden volgehouden tot de problemen een aanvaardbaar gelaat krijgen of opgelost zijn. Indien men hierin niet lukt gaat het dossier over naar de Bemiddelingscommissie. Pas als dat uiteindelijk niet lukt, mag men een beroep doen op een gerechtelijk apparaat (= de jeugdrechtbank) dat dan een maatregel zal opleggen. De eerste en belangrijkste taak van CBJ bestaat er dan ook in jongeren individueel op te vangen en hun ontplooiingskansen te garanderen. Daarnaast doet het comité ook aan algemene preventie. Per arrondissement is er een CBJ. Verdere informatie kan men aantreffen op de website van jongerenwelzijn vlaanderen.[3]

## Reacties op een VOS of MOF

### Maatregelen in de jeugdhulp
In de jeugdhulp kan men volgens artikel 48, §1, 1° tot en met 14° van het Decreet Integrale Jeugdhulp terugvinden welke gerechtelijke jeugdhulpmaatregelen er bestaan die de jeugdrechter kan opleggen. 
- pedagogische richtlijn
- een ondertoezichtstelling voor maximum zes maanden
- een opvoedend project voor maximum één jaar
- contextbegeleiding voor één jaar
- dagopvang voor één jaar
- diagnostiek voor één jaar
- behandeling voor één jaar
- training voor één jaar
- een verblijf in een private voorziening voor één jaar
  - Dit kan o.a. begeleid zelfstandig wonen of kamertraining bevatten[4].
- pleegzorg (dit kan men slechts opleggen tot 13 jaar, vanaf 13 jaar kan het maximum voor drie jaar)
- beveiligend verblijf voor negen maanden
- plaatsing in een voorziening buiten de jeugdhulp voor één jaar
- plaatsing in een psychiatrische inrichting voor één jaar
- plaatsing in een gemeenschapsinstelling voor één jaar
- plaatsing in een gesloten inrichting voor drie maanden

Al deze gerechtelijke jeugdhulpmaatregelen zijn verlengbaar, behalve de pedagogische richtlijn, de kamertraining, het verblijf in een private voorziening, het beveiligend verblijf en de plaatsing in een gemeenschapsinstelling. De plaatsing in een gesloten inrichting kan slechts eenmaal verlengd worden.

### Maatregelen in jeugddelinquentie

#### Jeugdrechter (voorbereidende rechtspleging)
De jeugdrechter heeft de keuze uit volgende maatregelen: 
- positief project
- ambulante maatregel
- voorwaarden
- for-K-plaatsing
- gesloten oriëntatie
- gesloten begeleiding

De voorkeur - volgens het subsidiariteitsbeginsel - gaat uit naar de minst ingrijpende maatregel.

#### Jeugdrechtbank (rechtspleging ten gronde)
Hier is geen specifieke volgorde bepaald, de jeugdrechtbank kan kiezen uit volgende sancties:
- berisping
- positief project
- ambulante sanctie
- voorwaarden
- for-K-plaatsing
- gesloten oriëntatie
- gesloten begeleiding
- lange gesloten begeleiding
- terbeschikkingstelling

## Wetgeving
Het jeugdrecht in België is gebaseerd op de volgende wetgevingen :
- Federaal:
  - de Federale wet van 8 april 1965 op de jeugdbescherming (W. 08-04-1965)
  - Wet 13/06/06 wet betreffende de jeugdbescherming
  - Zedelijke bescherming van de jeugd (W. 15-07-1960)
  - Voorlopige plaatsing van minderjarigen (W. 01-03-2002)
- Vlaamse Gemeenschap
  - de Decreten inzake Bijzondere Jeugdbijstand (Vlaamse Gemeenschap)
  - Bijzondere jeugdbijstand (Decr. Vl. Parl. 07-03-2008)
  - Kinderrechtencommissaris (Decr. Vl. Parl. 15-07-1997)
  - Integrale jeugdhulp (Decr. Vl. Parl. 19-07-2002 en 07-05-2004)
  - Rechtspositie minderjarige in integrale jeugdhulp (Decr. Vl. Parl. 07-05-2004)
  - Centra voor hulpverlening inzake kindermishandeling (B. Vl. Reg. 08-07-1987)
  - Decreet betreffende het jeugddelinquentierecht (Decr. Vl. Parl. 15-02-2019)
- Franse Gemeenschap
  - Hulpverlening aan de jeugd (Decr. Fr. Gem. R. 04-03-1991)
  - Hulpverlening aan mishandelde kinderen (Decr. Fr. Gem. R. 12-05-2004)
  - Kinderrechtencommissaris (Decr. Fr. Gem. R. 20-06-2002)
- Duitstalige Gemeenschap
  - (Decr. D. Gem. R. 20-03-1995)
- Brussel-Hoofdstad
  - Decreet houdende instemming met het samenwerkingsakkoord tussen de Franse Gemeenschap, de Vlaamse Gemeenschap en de Gemeenschappelijke Gemeenschapscommissie inzake hulpverlening aan jongeren, gesloten te Brussel op 11 mei 2007
  - 5/02/2008 Decreet houdende instemming met het Samenwerkingsakkoord van 11 mei 2007 tussen de Franse Gemeenschap, de Vlaamse Gemeenschap en de Gemeenschappelijke Gemeenschapscommissie, inzake hulpverlening aan jongeren

Jeugdrecht, Brussel-Hoofdstad
- Europese reglementering
  - Seksuele uitbuiting van kinderen (B. Raad E.G. nr. 2004/68/JBZ, 22-12-2003)
- Internationaal
  - Rechten van het kind (Verdrag New York 20-11-1989)
  - Verdrag inzake de Rechten van het Kind